# حوزه‌های انتخابیه مجلس شورای اسلامی در استان آذربایجان غربی

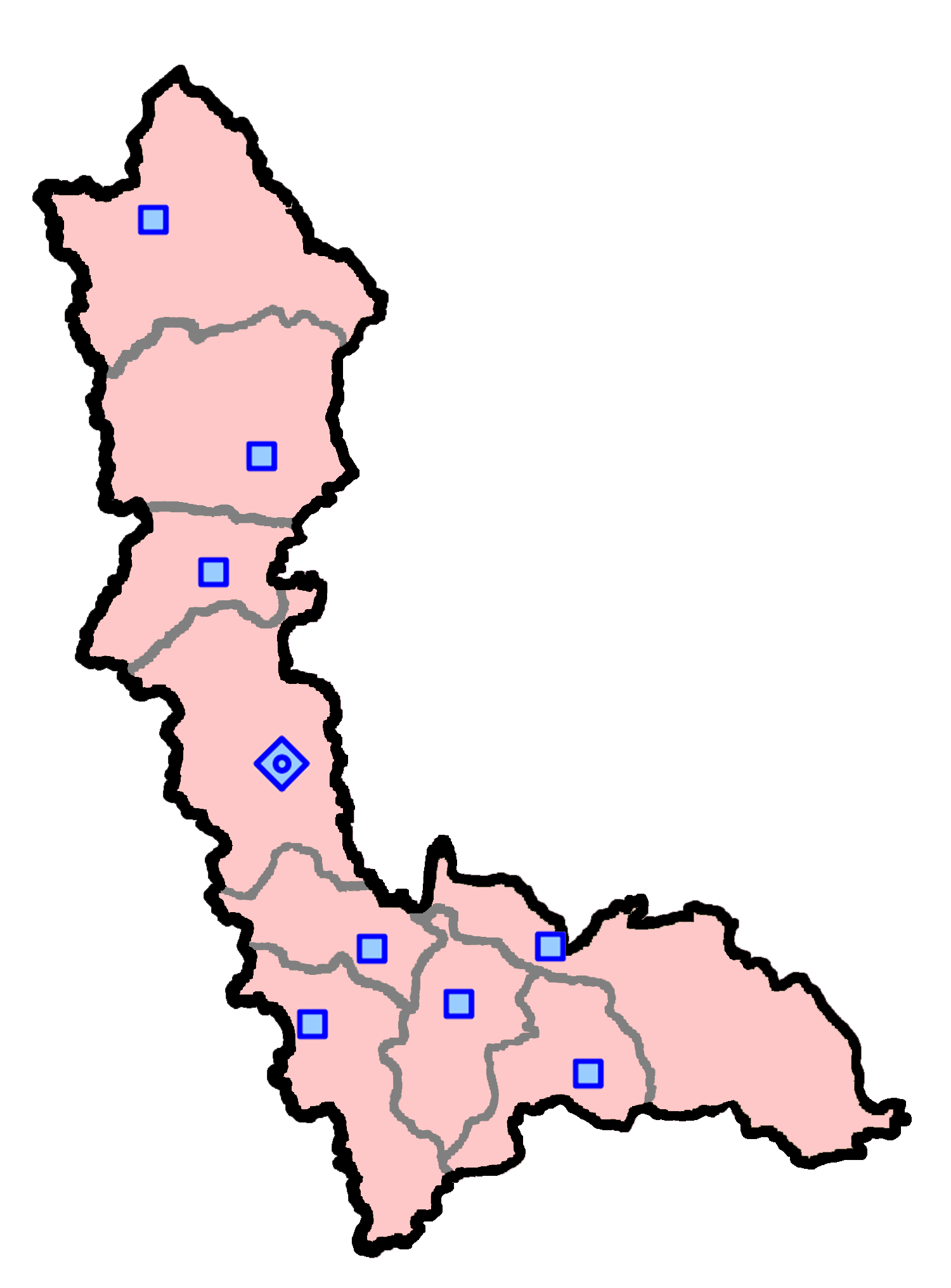
حوزه‌های انتخابیه استان آذربایجان غربی

استان آذربایجان غربی ۱۰ حوزه برای انتخابات مجلس دارد که در مجموع ۱۲ نماینده را در بر می‌گیرد.
| مرکز     | حوزه                         | شهرستان‌ها | بخش‌ها                                                  | کرسی | نقشه | جمعیت   |
| -------- | ---------------------------- | --------- | ------------------------------------------------------ | ---- | ---- | ------- |
| ارومیه   | ارومیه                       | ارومیه    | شهر ارومیه، مرکزی، صومای برادوست، انزل، سیلوانه، نازلو | ۳    |      | ۱۰۴۰۵۶۵ |
| بوکان    | بوکان                        | بوکان     | شهر بوکان، مرکزی، سیمینه                               | ۱    |      | ۲۵۱۴۰۹  |
| پیرانشهر | پیرانشهر و سردشت             | پیرانشهر  | شهر پیرانشهر، مرکزی، لاجان                             | ۱    |      | ۲۵۷۷۱۳  |
| پیرانشهر | پیرانشهر و سردشت             | سردشت     | شهر سردشت، مرکزی، وزینه                                | ۱    |      | ۲۵۷۷۱۳  |
| خوی      | خوی و چایپاره                | خوی       | شهر خوی، مرکزی، صفائیه، قطور، ایواوغلی                 | ۱    |      | ۳۹۵۹۵۶  |
| خوی      | خوی و چایپاره                | چایپاره   | شهر قره‌ضیاءالدین، مرکزی، حاجیلار                       | ۱    |      | ۳۹۵۹۵۶  |
| سلماس    | سلماس                        | سلماس     | شهر سلماس، مرکزی، کوهسار                               | ۱    |      | ۱۹۶۵۴۶  |
| شاهین‌دژ  | شاهین‌دژ و تکاب               | شاهین‌دژ   | شهر شاهین‌دژ، مرکزی، کشاورز                             | ۱    |      | ۲۱۲۷۵۲  |
| شاهین‌دژ  | شاهین‌دژ و تکاب               | تکاب      | شهر تکاب، مرکزی، تخت سلیمان                            | ۱    |      | ۲۱۲۷۵۲  |
| ماکو     | ماکو و چالدران و پلدشت و شوط | ماکو      | شهر ماکو، مرکزی، بازرگان                               | ۱    |      | ۲۳۷۶۶۳  |
| ماکو     | ماکو و چالدران و پلدشت و شوط | چالدران   | شهر سیه‌چشمه، مرکزی، دشتک                               | ۱    |      | ۲۳۷۶۶۳  |
| ماکو     | ماکو و چالدران و پلدشت و شوط | پلدشت     | شهر پلدشت، مرکزی، ارس                                  | ۱    |      | ۲۳۷۶۶۳  |
| ماکو     | ماکو و چالدران و پلدشت و شوط | شوط       | شهر شوط، شهر مرگنلر، شهر یولاگلدی؛مرکزی، قره‌قویون      | ۱    |      | ۲۳۷۶۶۳  |
| مهاباد   | مهاباد                       | مهاباد    | شهر مهاباد، مرکزی، خلیفان                              | ۱    |      | ۲۳۶۸۴۹  |
| میاندوآب | میاندوآب ، باروق و چهاربرج   | میاندوآب  | شهر میاندوآب، مرکزی، باروق، مرحمت‌آباد                  | ۱    |      | ۲۷۳۹۴۹  |
| نقده     | نقده و اشنویه                | نقده      | شهر نقده، مرکزی، محمدیار                               | ۱    |      | ۲۰۱۵۵۷  |
| نقده     | نقده و اشنویه                | اشنویه    | شهر اشنویه، مرکزی، نالوس                               | ۱    |      | ۲۰۱۵۵۷  |

## پی‌نوشت و منبع
- «جدول حوزه‌های انتخابیه در انتخابات نهمین دورهٔ مجلس شورای اسلامی» (PDF). مرکز پژوهش و سنجش افکار صدا و سیما. بایگانی‌شده از اصلی (PDF) در ۵ اكتبر ۲۰۱۸. دریافت‌شده در ۲۰ ژوئیه ۲۰۱۵. تاریخ وارد شده در |archive-date= را بررسی کنید (کمک)
- «طرح اصلاح قانون تعیین محدودهٔ حوزه‌های انتخاباتی مجلس شورای اسلامی». مرکز پژوهش‌های مجلس شورای اسلامی. ۲۰ تیر ۱۳۹۱. بایگانی‌شده از اصلی در ۲۲ ژوئیه ۲۰۱۵. دریافت‌شده در ۲۰ ژوئیه ۲۰۱۵.